# Le vacanze di Freddy
Le vacanze di Freddy (Cutey's Vacation) è un cortometraggio muto del 1914 diretto da Harry Lambert.

## Produzione
Il film fu prodotto dalla Vitagraph Company of America.

## Distribuzione
Distribuito dalla General Film Company, il film - un cortometraggio in una bobina - uscì nelle sale cinematografiche statunitensi il 16 gennaio 1914.
Copia della pellicola si trova conservata negli archivi del Nederlands Filmmuseum di Amsterdam.